# Gregory Buchakjian
Gregory Buchakjian (né en 1971, à Beyrouth, Liban) est un artiste contemporain et historien d’art libanais. Il a effectué ses études à l’Université Paris-Sorbonne. Il est le directeur de l’école des arts visuels à l’Académie libanaise des beaux-arts où il avait cofondé, avec les architectes Pierre Hage Boutros et Rana Haddad, l’Atelier de Recherche ALBA.
De 2012 à 2019, Gregory Buchakjian a été membre du comité consultatif de la Saradar Collection, consacrée à l’art moderne et contemporain au Liban.

## Œuvre
Gregory Buchakjian a émergé sur la scène artistique après le Conflit israélo-libanais de 2006 au sein du « Lebanon Film Collective ». Il réalisa Quoi des chaussures ?, un court film d’animation  présenté dans le projet « Videos Under Siege » qui fut notamment projeté au Festival international du film de Dubaï 2008.
Dans les années qui ont suivi, il s’est glissé dans la vie de nuit underground de Beyrouth. Ses photographies reproduisent une sensualité sous laquelle la violence et l’angoisse sont latentes. Tirant son nom Nighthawks de la célèbre peinture de éponyme de Edward Hopper, la série fut exposée à la cathédrale de Groningue (ville) dans le cadre du 18e Noorderlicht Photofestival 2011: Metropolis. Par la suite, il a publié une recherche scientifique au sujet de l’histoire de la photographie de vie de nuit au Liban.
Buchakjian a fait partie de The Place that remains, le premier pavillon national du Liban à la Biennale d’architecture de Venise 2018.
À la suite de l’embrasement des manifestations de 2019-2020 au Liban, il a sauvegardé des captures d’écran de photographies, films, dessins et textes diffusés sur les réseaux sociaux. Les 480 premiers éléments furent réunis dans Thawra Stories, suivis de la liste des comptes instagram sur lesquels ils furent initialement diffusés.

### Habitats abandonnés
De 2009 à 2016, Gregory Buchakjian a consacré un projet de longue haleine aux habitats abandonnés de Beyrouth qui s’est développé à partir d’une interprétation photographique des intérieurs délaissés et a englobé une recherche extensive et une thèse de doctorat. Dans ce contexte, il collabora avec Said Baalbaki sur un livre d’artiste en lithiographie basé sur Wadi Abu Jamil, l’ancien quartier juif de Beyrouth où Baalbaki a grandi, et qui a été témoin de bouleversements durant les périodes de la guerre et de l’après-guerre. Il a également exposé, en dialogue avec François Sargologo, des ruines photographiques extraites d’un immeuble qui aurait été habité par un membre du commandement général des forces “Al Assifa” au sein de Organisation de libération de la Palestine.
Le projet artistique fut dévoilé en 2018 avec une exposition organisée par Karina El Helou au Musée Sursock. Y figuraient des photographies performatives de figures humaines errant dans les ruines, un dispositif mettant à la disposition du public 700 fiches signalétiques d’immeubles ainsi qu’une vidéo dans laquelle Buchakjian et Valérie Cachard manipulent, examinent et lisent des extraits de centaines de documents recueillis lors de leurs visites. Dans la seconde présentation, à la Villa Empain de Bruxelles, une salle était consacrée à la demeure de l’ancien premier ministre Takieddine Solh, avec des dessins exécutés d’après des objets trouvés sur place et deux photographies du même espace, l’une prise par Buchakjian, l’autre par Fouad Elkoury en 1984.

## Publications
- Halte (Labor et Fides, Genève, 2006)[17]
- War and other Impossible Possibilities. Thoughts on Arab History and Contemporary Art (Alarm Editions, Beyrouth, 2012)[18]
- Michel Basbous (Beirut Exhibition Center, Beyrouth, 2014)[19]
- Passing Time. avec Fouad Elkoury et Manal Khader (Kaph Books, Beyrouth, 2017)[20]
- Habitats abandonnés, une histoire de Beyrouth, édité par Valérie Cachard (Kaph Books, Beirut, 2018)[21]

## Expositions

### Solo
- Nighthawks, Comme des Garçons Guerilla Store, Beyrouth, 2008[22]
- Abandoned Dwellings, Display of Systems. Curatrice : Karina El Helou, Musée Sursock, Beyrouth, 2018[23]
- Habitats abandonnés de Beyrouth, Villa Empain, Bruxelles, 2019[24]

### Collective
- Nafas Beirut, Espace SD, Beirut, 2006[25]
- De Lumière et de Sang, Fondation Audi, Beyrouth, 2010[26]
- Q Calling the Shots – vol. 1: Architectural Photography, Q Contemporary, Beyrouth, 2010[27]
- Q Calling the Shots – vol. 2: Narrative Photography, Q Contemporary, Beyrouth, 2011[28]
- Metropolis. City Life in the Urban Age, Noorderlicht Photofestival 2011, Groningue, 2011[29]
- Pellicula, Galerie Janine Rubeiz, Beyrouth, 2013[30]
- The Place that Remains, Pavillon du Liban, 16e Biennale d’architecture de Venise, 2018[31]
- Across Boundaries. Focus on Lebanese Photography. Curateur : Tarek Nahas, Beirut Art Fair 2018[32]
- Beyond. Contemporary Lebanese Art and Design, Phillips, Londres 2019[33]
- Beirut Lab: 1975(2020). Curatrices : Juli Carson et Yassmeen Tukan, University Art Gallery, University of California, Irvine, 2019[34]